# روبرت أولسن
روبرت أولسن (بالإنجليزية: Robert Olesen)‏ هو متزلج جماعي أمريكي، ولد في 11 يونيو 1967 في شيكاغو في الولايات المتحدة.

## وصلات خارجية
- روبرت أولسن على موقع أوليمبيديا (الإنجليزية)